# Мургаш (Північна Македонія)
Мургаш (мак. Мургаш) — село у Північній Македонії, входить до складу общини Куманово Північно-Східного регіону.
Населення — 63 особи (62 македонці та 1 серб; перепис 2002).